# Cubiri de la Cuesta
Cubiri de la Cuesta är en ort i Mexiko.   Den ligger i kommunen Sinaloa och delstaten Sinaloa, i den västra delen av landet, 1 200 km nordväst om huvudstaden Mexico City. Cubiri de la Cuesta ligger 52 meter över havet och antalet invånare är 863.
Terrängen runt Cubiri de la Cuesta är platt. Runt Cubiri de la Cuesta är det ganska tätbefolkat, med 100 invånare per kvadratkilometer. Närmaste större samhälle är Sinaloa de Leyva, 9,7 km nordost om Cubiri de la Cuesta. Trakten runt Cubiri de la Cuesta består till största delen av jordbruksmark.